# اچ‌دی ۱۲۵۳۵۱
اچ‌دی ۱۲۵۳۵۱ یک ستاره است که در صورت فلکی گاوران قرار دارد.